# Lament (album d'Einstürzende Neubauten)
Pour les articles homonymes, voir Lament.
Albums de Einstürzende Neubauten
Alles wieder offen
(2007) Alles in Allem
(2020)
Lament (« Complainte » en anglais) est le douzième album studio d'Einstürzende Neubauten sorti le 7 novembre 2014. Il a été enregistré par Boris Wilsdorf au andereBaustelle Tonstudio sur la Schwedenstraße 14 à Berlin-Gesundbrunnen et masterisé par Michael Schwabe au studio Monoposto dans l'Elisabethstraße 3 à Düsseldorf.
Lament est un album concept sur le thème de la Première Guerre mondiale, initié par la commande de la province de Flandre-Occidentale en Belgique. Pour le centenaire de la guerre 14-18, le groupe a en effet été convié à une représentation musicale sur le champ de bataille de Dixmude. Le groupe a donc présenté son dernier album le 8 novembre 2014 dans le cadre du projet « La Chute de Dixmude 1914-2014 ».

## Titres
1. Kriegsmaschinerie  (5:29)
2. Hymnen (2:50)
3. The Willy-Nicky Telegrams (6:23)
4. In De Loopgraaf (13:16)
5. Der 1. Weltkrieg (0:47)
6. On Patrol in No Man's Land (3:08)
7. Achterland (3:14)
8. Lament (14:27)
  1. Lament (6:26)
  2. Abwärtsspirale (2:27)
  3. Pater Peccavi (5:34)
9. How did I die? (7:31)
10. Sag mir wo die Blumen sind (3:39)
11. Der Beginn des Weltkriegs 1914 (Dargestellt Unter Zuhilfenahme Eines Tierstimmenimitators) (5:45)
12. All Of No Man's Land Is Ours (2:51)

## Musiciens
- Blixa Bargeld
- N.U. Unruh
- Alexander Hacke
- Jochen Arbeit
- Rudi Moser
- Jan Tilman Schade : chef d'orchestre pour orchestre à cordes